# Estaurácio (eunuco)
Estaurácio (em grego: Σταυράκιος; romaniz.: Staurakios; 3 de junho de 800) foi um oficial eunuco bizantino que se tornou um dos mais importantes e influentes aliados da imperatriz bizantina Irene de Atenas (r. 797–802). Ele efetivamente atuou como primeiro-ministro durante a regência dela em nome de seu filho mais novo, o imperador Constantino VI (r. 780–797) em 780-790 até que ele foi derrubado e exilado por uma revolta militar em favor do jovem imperador em 790.
Restaurado por Constantino junto com Irene em 792, Estaurácio a apoiou na eventual remoção, cegamento e possível assassinato de seu filho em 797. Sua própria posição foi posteriormente colocada em perigo pela ascensão de outro poderoso eunuco, Aécio. A crescente rivalidade entre os dois só se resolveu com a morte de Estaurácio.

## Biografia

### Primeiro-ministro na regência de Irene

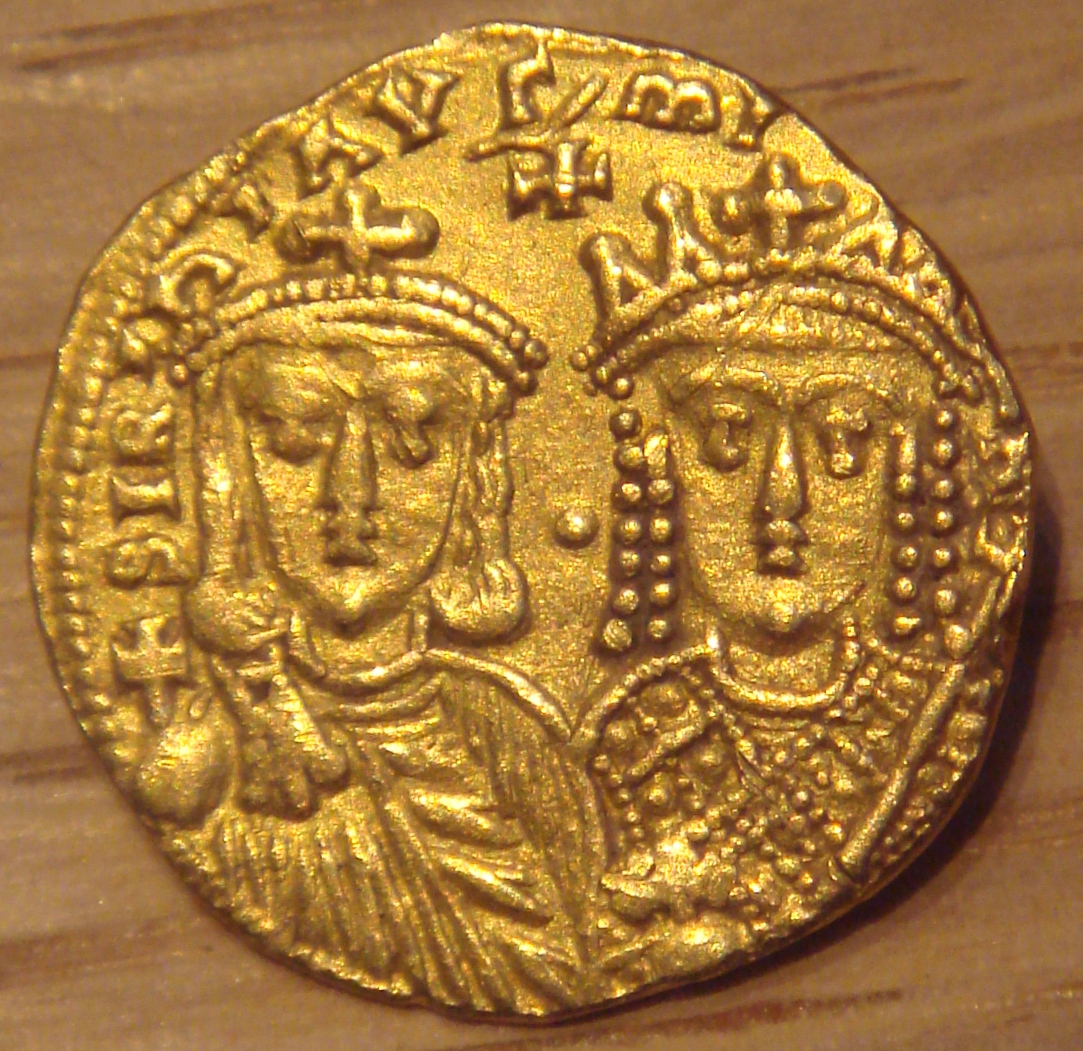
A imperatriz Irene e seu filho Constantino VI, que ela assassinaria com a ajuda de Estaurácio

Estaurácio emergiu pela primeira vez em 781, quando Irene, regente de seu filho Constantino VI, o nomeou para o posto de logóteta do dromo, o equivalente bizantino ao ministro das relações exteriores. Já tendo a distinção de patrício corte, Estaurácio, com este novo posto, se tornou, nas palavras do cronista Teófanes, o Confessor, "o mais distinto homem de sua época e encarregado de tudo" pelo resto do reinado de Irene. Esta nomeação era parte da consistente política de Irene de confiar em oficiais eunucos como ministros e generais, principalmente por causa de sua desconfiança em relação aos generais nomeados anteriormente por seu falecido marido, Leão IV, o Cazar (r. 775–780), e do pai dele, Constantino V Coprônimo (r. 741–775). Os generais, fervorosamente leais à Dinastia isaura e suas políticas veementemente iconoclastas, poderiam ameaçar sua posição: logo após a morte de Leão IV, Irene teve que sufocar uma revolta palaciana para colocar seu irmão, o césar Nicéforo, no trono.
Esta confiança nos eunucos provocou alguma hostilidade entre os militares; o ressentimento pela nomeação de Estaurácio para este posto de grande poder aparece, nas crónicas bizantinas, como a razão (inicialmente secreta) para a deserção de Tazates, o proeminente estratego armênio do tema Bucelário  para os abássidas em 782. A deserção foi um duro golpe para os bizantinos que, na época, tinham quase conseguido cercar o exército invasor do futuro califa Harune Arraxide (r. 786–809). Por sugestão de Tazates, Harune pediu para negociar e, quando os enviados imperiais chegaram, inclusive Estaurácio, foram presos e feitos reféns. Neste ponto, Tazates e seus homens foram publicamente até o califa. Estaurácio e os demais enviados foram soltos apenas quando a imperatriz Irene concordou com os duros termos do califa para uma trégua de três anos, que incluía um pagamento anual de um gigantesco tributo entre 70 e 90 000 dinares de ouro e a entrega de mais de 10 000 vestes de seda.
No ano seguinte, Estaurácio liderou uma expedição imperial contra as comunidades eslavas (esclavenos) da Grécia. Partindo de Constantinopla, o exército imperial seguiu pela costa trácia até a Macedônia e depois virou para o sul, para a Tessália, a Grécia Central e o Peloponeso. Esta expedição restaurou a autoridade bizantina na região e coletou saques e tributos dos líderes locais. A imperatriz recompensou o seu fiel ministro permitindo-lhe que celebrasse um triunfo no Hipódromo de Constantinopla em janeiro de 784. Inflada pelo sucesso, Irene então partiu para restaurar a veneração dos ícones, que havia sido proibida pelo imperador Constantino V Coprônimo. Um novo concílio ecumênico foi convocado. Inicialmente, em 786, ele aconteceu na Igreja dos Santos Apóstolos em Constantinopla, mas os soldados das tagmas (guarda de elite), fundada por Constantino V Coprônimo, leais às suas políticas iconoclastas, se juntaram do lado de fora, protestaram e acabaram forçando o grupo a se dispersar. Para conseguir neutralizá-los, Irene enviou as tagmas para a base do exército de Malagina, na Bitínia, supostamente para preparar uma campanha contra os abássidas. Lá, pelo menos 1 500 soldados foram dispensados ao mesmo tempo que Estaurácio trouxe tropas do Tema da Trácia para guardar a capital. Irene então reconvocou o concílio em Niceia após ter também dispensado os mais recalcitrantes bispos iconoclastas. Como era esperado, o iconoclasmo foi declarado herético e a veneração das imagens foi restaurada.

### Conflito com Constantino VI

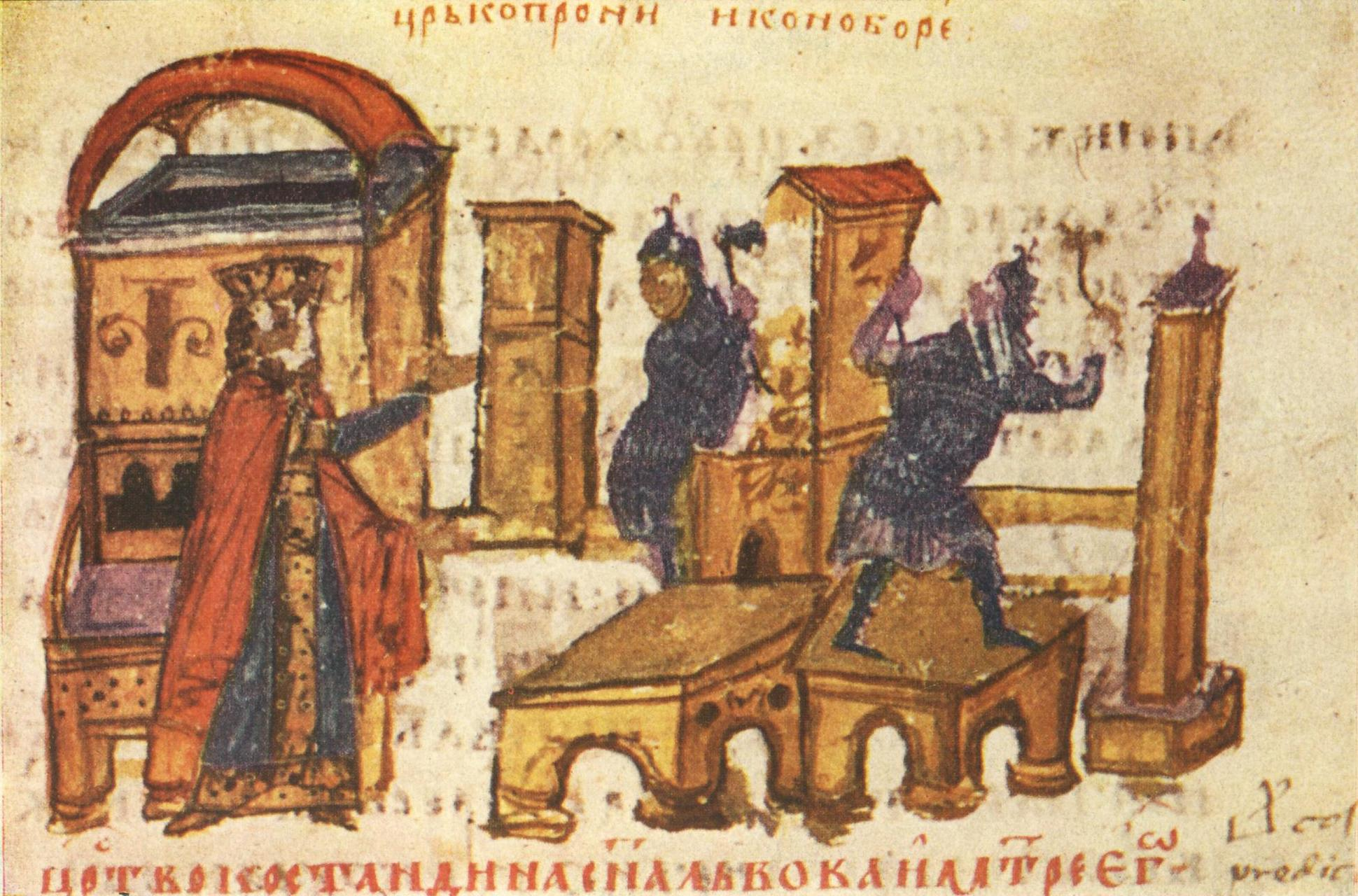
, um fervoroso iconoclasta, destruindo uma igreja. Séc. XIV. Iluminura do Menológio de Constantino Manasses.

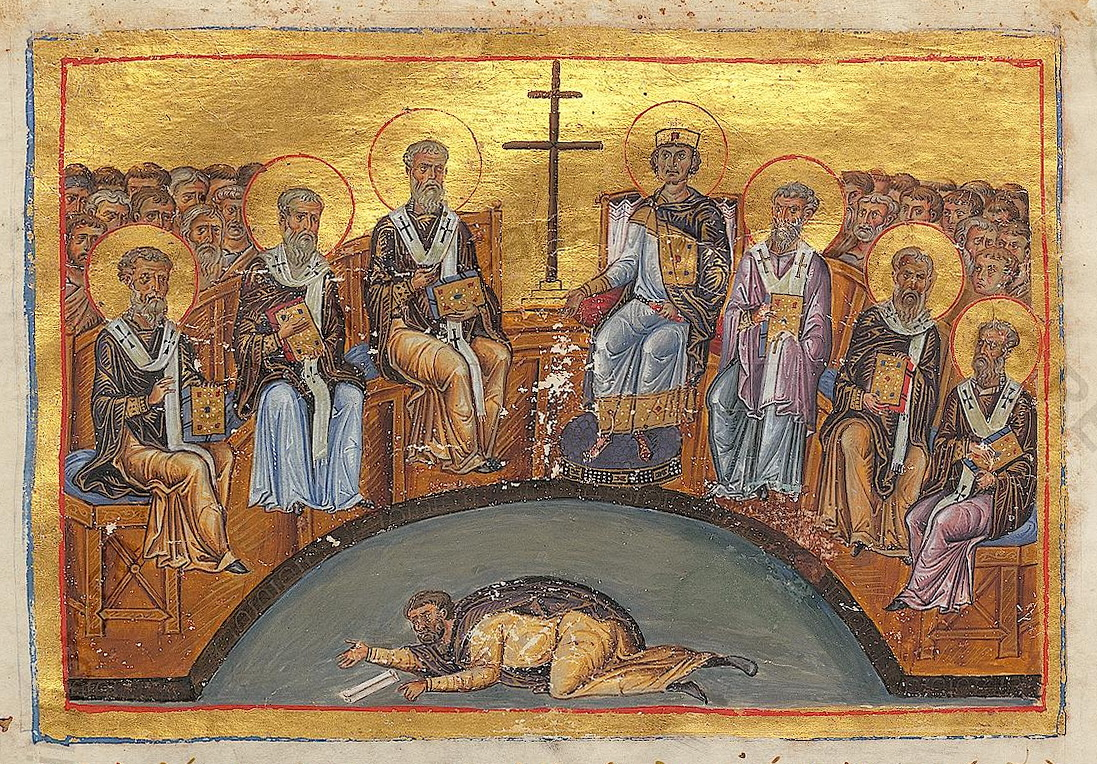
O Segundo Concílio de Niceia, convocado por Irene, encerrou a controvérsia iconoclasta.
Séc. XIV. Iluminura do Menológio de Constantino Manasses.

Em 788, Estaurácio apareceu como juiz num desfile de noivas para Constantino VI, então com dezessete anos, juntamente com Irene. Maria de Âmnia foi escolhida, mesmo contando com a insatisfação de Constantino em quebrar o seu noivado anterior com Rotrude, a filha de Carlos Magno. Deste ponto em diante, ele começou a se ressentir com o controle de sua mãe sobre os assuntos de estado e o poder de seus oficiais eunucos. Juntamente com uns poucos conspiradores de confiança, Constantino planejou prender Estaurácio e exilá-lo para a Sicília, enquanto ele assumiria a sua posição como co-regente de fato do Império Bizantino. Seus planos, porém, foram previstos por Estaurácio: ele persuadiu Irene a prender, torturar ou exilar os aliados de Constantino enquanto que o próprio foi colocado sob prisão domiciliar. Em seguida, Irene exigiu do exército um juramento de lealdade, cujo texto colocava-a antes de seu filho na ordem de precedência. Esta exigência provocou um motim entre os soldados do Tema Armeníaco, que dali se espalhou por todos os exércitos anatólicos, que se juntaram em Bitínia e exigiram a soltura do imperador Constantino. Cedendo à pressão, Irene se rendeu e Constantino foi elevado ao trono como único imperador em 790. Entre os primeiros atos do novo imperador estava a flagelação, tonsura e exílio para o Tema Armeníaco de Estaurácio, enquanto que todos os demais eunucos foram igualmente exilados.
Irene permaneceu confinada em seu palácio perto do Porto de Eleutério na capital e manteve seu título formal de imperatriz. Então, em 15 de janeiro de 792, por razões pouco claras, ela foi chamada de volta ao palácio imperial com seu título de imperatriz e co-regente confirmado e seu nome restaurado nas aclamações imperiais. Estaurácio também parece ter sido reconvocado e, juntamente com Irene, novamente tomou um papel ativo no governo estatal. Esta reviravolta levou os armeníacos novamente ao motim, mas seu comandante, Aleixo Mosele, estava em Constantinopla. Apesar de garantias de salvo-conduto, ele foi preso e, posteriormente, cegado por ordens de Irene e de Estaurácio, ambos ansiosos para se vingar pelo papel que ele teve nos eventos de 790.
Este ato alienou o exército, principalmente os armeníacos, que até então proviam um firme apoio para Constantino VI contra sua mãe. Em 795, Constantino também estressou suas relações com a Igreja na chamada "Controvérsia moequiana", quando ele se divorciou de Maria e se casou com sua amante Teódota. Como consequência, a posição de Irene entre os burocratas da capital se fortaleceu e ela começou a articular contra o próprio filho. Enquanto Irene subornava as tagmas, Estaurácio e outros agentes de Irene minavam a expedição liderada por Constantino contra os abássidas, temerosos de que uma vitória pudesse melhorar a posição do imperador entre a população e o exército. Quando ele retornou à capital, Constantino foi capturado e cegado. Embora oficialmente ele tenha sobrevivido e sido preso, é provável que tenha morrido por conta dos ferimentos logo em seguida.

### Reinado de Irene e a rivalidade entre Estaurácio e Aécio
Com Constantino VI fora do caminho, Irene passou a reinar sozinha, a primeira imperatriz bizantina a fazê-lo. Estaurácio, porém, viu sua posição cada vez mais ameaçada por outro poderoso e fiel eunuco da imperatriz, Aécio. Ambos entraram numa intensa competição para colocar seus próprios parentes em posições de poder para assegurar o controle do império após a morte de Irene. Esta rivalidade se intensificou quando Irene caiu seriamente enferma em maio de 799. Com o apoio do doméstico das escolas Nicetas Trifílio, Aécio acusou Estaurácio de tentar usurpar o trono. Irene convocou um concílio em Hieria no qual seu poderoso ministro sofreu uma reprimenda, mas se livrou com um pedido de desculpas. Estaurácio começou então a planejar seu contra-ataque, subornando membros das tagmas, embora parecesse estar, nessa época, com poucos aliados nos altos escalões do poder. Embora um eunuco estivesse legalmente impedido de tomar o trono imperial, Estaurácio ainda assim parece ter tentado fazê-lo.
Alertado por Aécio, a imperatriz Irene emitiu ordens em fevereiro de 800 de que ninguém entre os militares mantivesse contato com Estaurácio. Esta medida frustrou os planos do eunuco e criou um precário balanço de poder entre ele e Aécio, este último ainda apoiado por Nicéforo Trifílio. Logo depois, Estaurácio também caiu enfermo, cuspindo sangue segundo os relatos. Ainda assim, convencido por médicos, monges e videntes de que viveria para ser imperador, ele incitou uma revolta na Capadócia contra seu adversário Aécio, que tinha então assegurado para si a posição de estratego do Tema Anatólico, na época, o mais poderoso cargo militar no império. Porém, mesmo antes da chegada das notícias sobre a revolta, que foi rapidamente sufocada, Estaurácio faleceu em 3 de junho de 800.